# سی‌ان‌بلو
سی‌ان‌بلو (به کره‌ای: 씨엔블루) یک گروه راک اهل کرهٔ جنوبی می‌باشد که در ۱۹ اوت ۲۰۰۹ با انتشار مینی آلبوم Now or Never کار خود را در ژاپن آغاز کرد و در ۱۴ ژانویه ۲۰۱۰ کار خود را با انتشار مینی آلبوم Bluetory در کره جنوبی هم به‌طور رسمی آغاز کرد.
سی ان (CN) مخفف عبارت Code Name به معنای اسم رمز و بلو (BLUE) اجتماع حروف اول اسم مستعار اعضای گروه می‌باشد. به هواداران این گروه بویس (BOICE) گفته می‌شود که از ترکیب دو کلمه BLUE و VOICE گرفته شده است؛ زیرا اعضای گروه معتقدند که صدای آن‌ها هواداران آن‌ها است.
سی ان بلو تاکنون توانسته با انتشار آلبوم‌ها و آهنگ‌های خود در تایوان، کره جنوبی، مالزی، ژاپن و برگزاری تورهای جهانی، نظر خیلی‌ها را به خود جلب کند.
از کارهای این گروه می‌توان به انتشار آهنگ‌ها به زبان‌های انگلیسی و ژاپنی و کره‌ای اشاره کرد. پس از اتمام سربازی اعضای سی ان بلو قرار است با انتشار آلبومی فعالیت‌های خود را ادامه دهند
آلبوم جدید سی ان بلو قرار است در تاریخ ۱۷ نوامبر ۲۰۲۰ پخش شود.

## سبک موسیقی
CNBLUE از ابتدا فعالیت‌شان در سال ۲۰۰۹ با تمرکز بر سبک پاورپاپ–راک شناخته شدند؛ آثار اولیه‌شان مانند «I’m a Loner» و «Intuition» با ساختار ساده گیتار، درام و بیس، مورد توجه قرار گرفت و یکی از معدود گروه‌های کی‌پاپ است که در آن اعضا به اجرای زنده سازها می‌پرداختند. پس از انتشار آلبوم خودساخته در ۲۰۱۳ با عنوان Re:Blue، سبک آنها توسعه یافت و عناصری از بیلبورد پاپ، بریت‌پاپ، EDM، دیسکو، فانک و رگی را هم در موسیقی‌شان وارد کردند. 

## اعضا
- جونگ یونگ هوا: خواننده اصلی/گیتار ریتم، نام مستعار: عاطفی (Emotional)
- کانگ مین هیوک: خواننده کمکی/درامر، نام مستعار: دوست داشتنی (Lovely)
- لی جونگ شین: خواننده کمکی/گیتار باس، نام مستعار: دست نیافتنی (Untouchable)

### عضو سابق
- کوان کوانگ جین: گیتار باس
- لی جونگ-هیون: خواننده دوم/گیتار لید، نام مستعار: سوزان (Burning)